# Andrej Michajlovič Kurbskij
Il principe Andrej Michajlovič Kurbskij (in russo Князь Андрей Михайлович Курбский?, 'knʲazʲ an'drʲɛj mi'xajlʌviʧ 'kurbskij; 1528 – 1583) è stato un militare russo.
Fu amico intimo ed in seguito oppositore politico dello zar russo Ivan il Terribile. La sua corrispondenza con lo zar rappresenta una fonte unica per la descrizione della storia russa nel XVI secolo.
Kurbskij apparteneva ad una famiglia di principi rurichidi, che presero il nome dal villaggio di Kurba vicino a Jaroslavl'. Subito si fece notare per il coraggio dimostrato nelle campagne annuali contro Kazan'. Durante la sconfitta definitiva di Kazan' egli comandò l'ala destra dell'esercito russo e venne ferito. Due anni dopo, sconfisse i ribelli udmurti e divenne un boiardo. Da quel momento Kurbskij divenne uno dei consiglieri ed amici più vicini allo zar.
Durante la guerra in Livonia Kurbskij guidò le truppe russe contro la fortezza di Jur'ev (oggi Tartu), che conquistò. Ivan non riuscì a rinnovargli la commissione e Kurbskij defezionò in Lituania il 30 aprile 1564, citando repressioni imminenti come ragione. Alcuni mesi dopo guidò un esercito polacco contro la Moscovia.
Kurbskij è meglio ricordato per una serie di lettere al vetriolo che si scambiò con lo zar tra il 1564 ed il 1579. Nel 1573 scrisse un pamphlet politico, in cui diede voce al suo disappunto per il cambiamento della politica di Ivan verso l'assolutismo. Nei suoi scritti Kurbskij incolpa lo zar di un numero di crimini crudeli, ma gli storici non sono d'accordo su quanto di veritiero ci sia nelle accuse di Kurbskij. La lingua di Kurbskij è notabile per l'abbondanza di prestiti stranieri, specialmente dal latino, che imparò quando abbandonò la Moscovia.